# 재판권
재판권은 형사재판권과 민사재판권으로 나뉜다.

## 민사재판권
통상의 민사본안재판권은 민사분쟁을 처리하기 위하여 판결, 강제집행, 가압류, 가처분 등을 행하는 국가권력을 말한다. 이에 부수하는 소송지휘권과 법정경찰권, 송달,공증사무, 증인,감정인의 출석요구신문 등이 이에 포함된다.

## 판례
- 우리 나라의 영토 내에서 행하여진 외국의 사법적 행위가 주권적 활동에 속하는 것이거나 이와 밀접한 관련이 있어서 이에 대한 재판권의 행사가 외국의 주권적 활동에 대한 부당한 간섭이 될 우려가 있다는 등의 특별한 사정이 없는 한, 외국의 사법적(私法的) 행위에 대하여는 당해 국가를 피고로 하여 우리 나라의 법원이 재판권을 행사할 수 있다[2].

### = 외국인 국외범으로서 국내 재판권이 없다고 한 사례
- 캐나다 시민권자인 피고인이 캐나다에서 위조사문서를 행사하였다는 내용으로 기소된 사안에서, 형법 제234조의 위조사문서행사죄는 형법 제5조 제1호 내지 제7호에 열거된 죄에 해당하지 않고, 위조사문서행사를 형법 제6조의 대한민국 또는 대한민국 국민의 법익을 직접적으로 침해하는 행위라고 볼 수도 없으므로 피고인의 행위에 대하여는 우리나라에 재판권이 없다[3].

## 같이 보기
- 국제사법
- 관할
- 관할권